# 魯嘉因·哈德洛爾
魯嘉因·哈德洛爾（阿拉伯语：‎，1989年7月31日—），是沙特阿拉伯女权主义者、妇女权利活动家和政治犯。
哈德洛爾反对沙特政府禁止女性驾驶的法律，曾經多次因在公眾地方驾驶而被捕。2018年5月，她和其他沙特妇女权利活动家被当局以破坏国家稳定为名被捕入狱。同年6月，政府立法首次容許女性驾驶，但哈德洛爾和其他活动家依然被囚禁。她的亲人均指哈德洛爾在監獄中受到虐待。
2021年获哈维尔人权奖提名。同年2月10日，哈德洛爾獲得釋放，但条件是五年内不得出国和不得进行媒体采访。